# Paul Moravec
Pour les articles homonymes, voir Moravec.
Paul Moravec, né à Buffalo (État de New York) le 2 novembre 1957, est un compositeur américain et un professeur d'université à l'université Adelphi à Long Island, dans l'État de New York.
Compositeur prolifique, il est surtout connu pour son Tempest Fantasy (en) pour lequel il reçoit le prix Pulitzer de musique en 2004.